# Almiares
Almiares es el título de una serie de cuadros impresionistas de Claude Monet que representa las pilas de paja o almiares formados en los campos después de la cosecha. El título se refiere a una serie de veinticinco lienzos que Monet comenzó a finales del verano de 1890 y continuó hasta la primavera siguiente, aunque Monet también realizó cinco cuadros anteriores con el mismo tema de los montones. 
La serie es famosa por la forma en que Monet repite el mismo tema para mostrar las diferencias de luz y atmósfera en diferentes momentos del día, a lo largo de las estaciones y con muchos tipos de clima.
La serie es una de las obras más notables de Monet. Aunque las colecciones más grandes de Monet están en París en el Museo de Orsay y el Musée Marmottan Monet, otras colecciones notables de Monet están en el Museo de Bellas Artes de Boston, en Nueva York en el Museo Metropolitano de Arte y el Museo de Arte Moderno de Nueva York, y en Tokio en el Museo Nacional de Arte Occidental, seis de los cuadros sobre almiares están en el Instituto de Arte de Chicago.
Además, el Museo de Bellas Artes de Boston tiene dos, y el Musée d'Orsay en París, Francia tiene uno. Otros museos que tienen partes de esta serie en su colección incluyen: el Centro Getty en Los Ángeles, el Hill-Stead Museum en Farmington, Connecticut (que también tiene uno de cinco cuadros de una cosecha anterior 1888-89), la National Gallery de Escocia en Edimburgo, Escocia, Reino Unido, el Instituto de Arte de Minneapolis, Minnesota, el Kunsthaus Zürich en Zürich, Suiza, y el Museo Shelburne, en Vermont. Las colecciones privadas conservan el resto de los cuadros de la serie. 
Activistas contra el cambio climático arrojaron puré de papas a la versión expuesta en Potsdam en octubre de 2022, pero no sufrió daños y fue limpiada y puesta nuevamente en exhibición.

## Galería

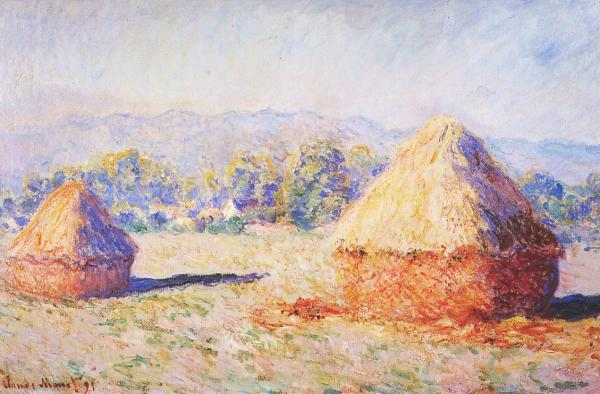
Grainstacks in the Sunlight, Morning Effect, 1890. óleo sobre lienzo. Colección privada.
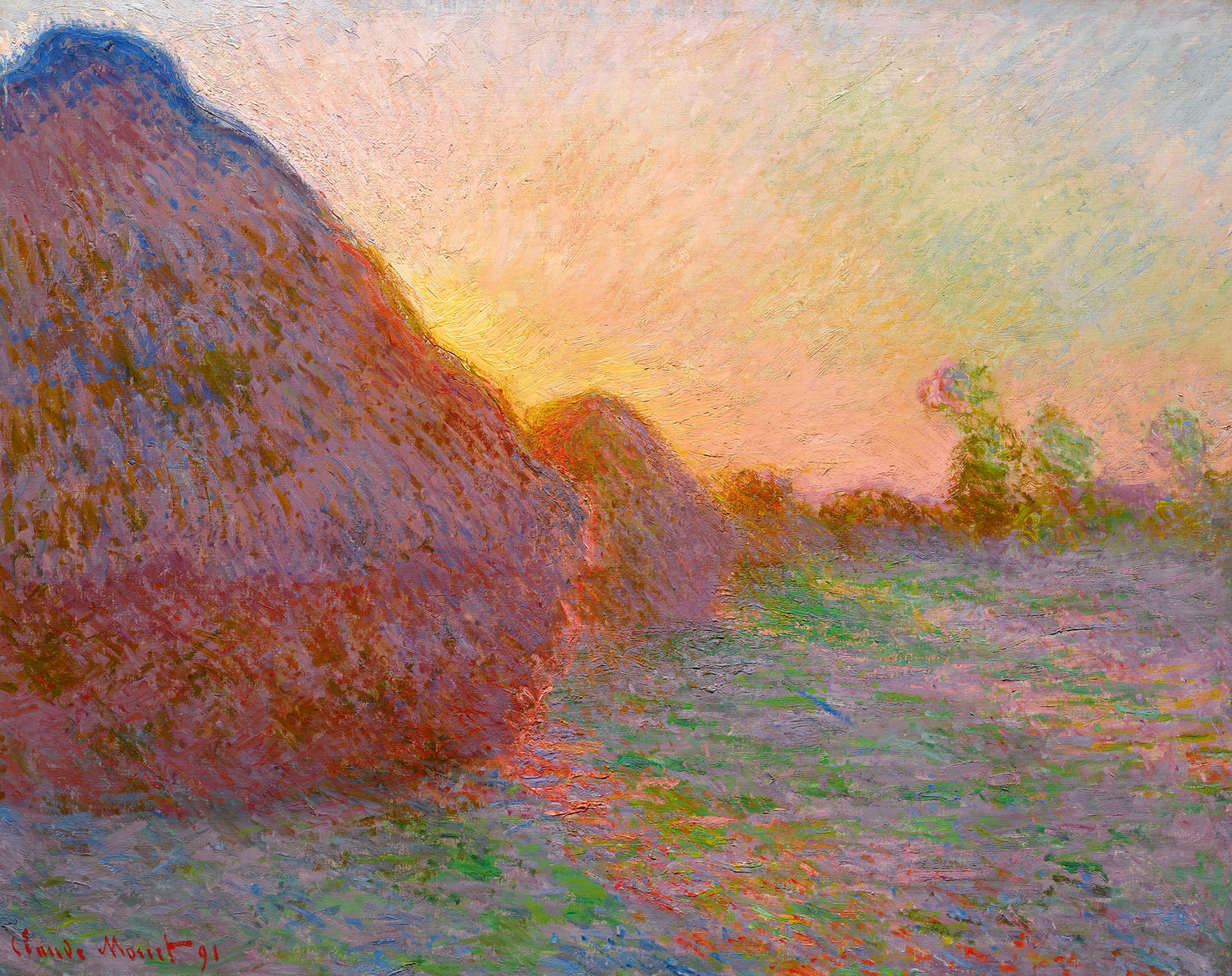
Grainstacks, 1890, óleo sobre lienzo. Museum Barberini
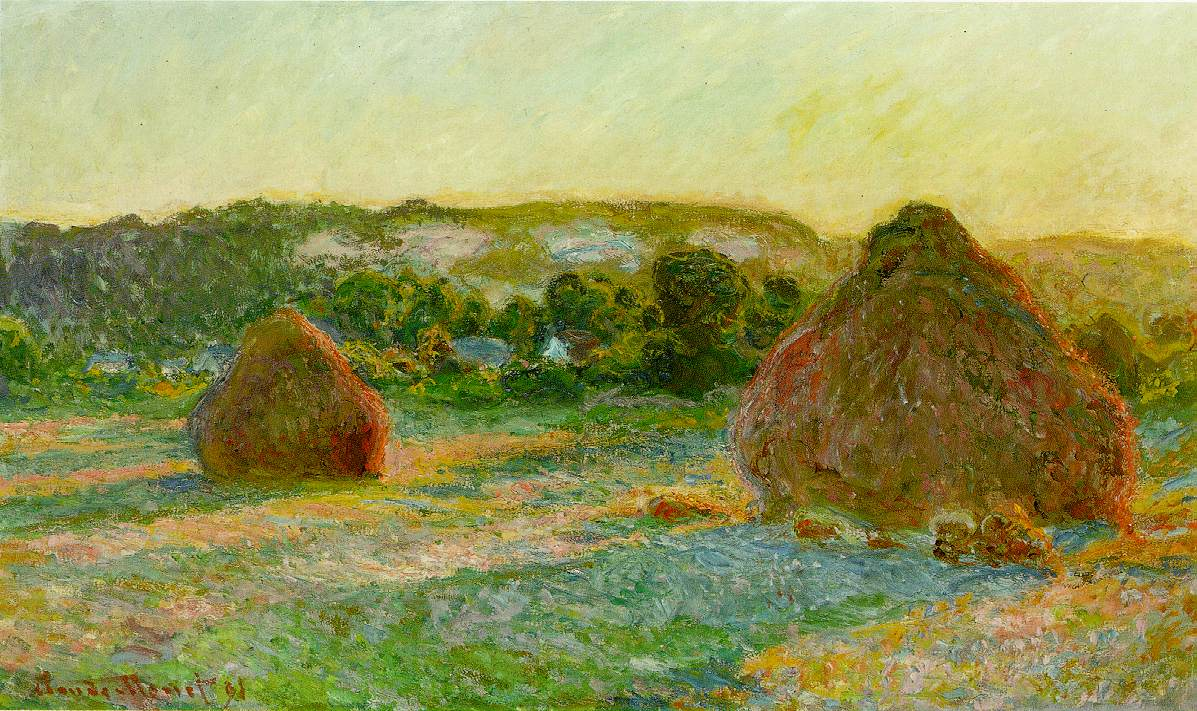
Wheatstacks (End of Summer), 1890-91. óleo sobre lienzo. Instituto de Arte de Chicago
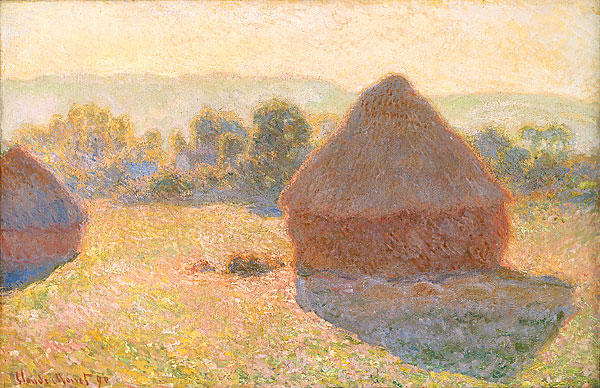
Haystacks, (Midday), 1890-91, Galería Nacional de Australia
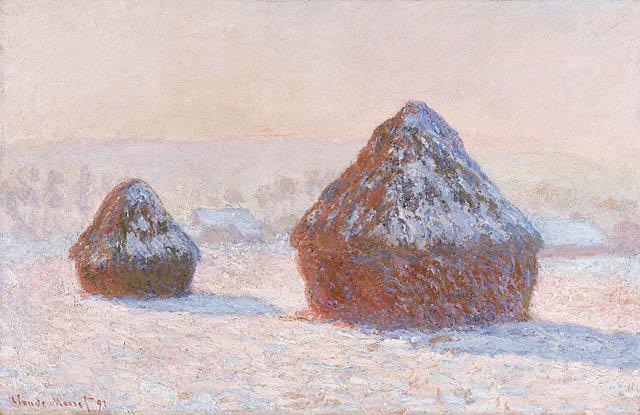
Wheatstacks, Snow Effect, Morning, 1891. Óleo sobre lienzo. J. Paul Getty Museum
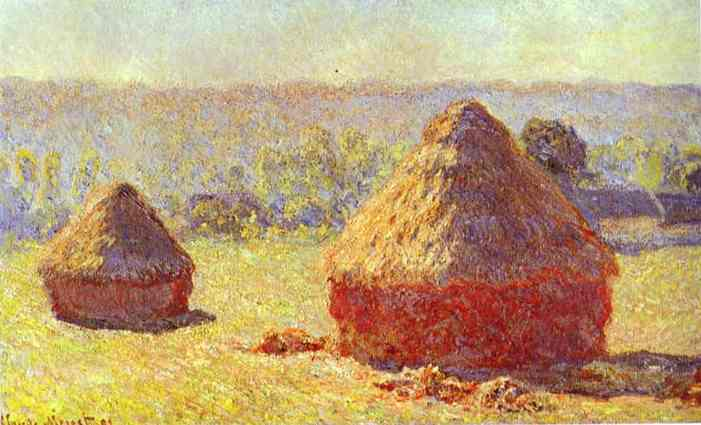
Haystacks at the End of Summer, Morning Effect, 1891. óleo sobre lienzo. Musée d'Orsay, París, Francia.
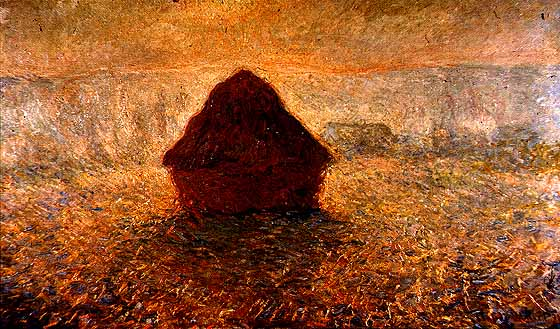
Haystacks on a Foggy Morning, 1891. óleo sobre lienzo. Colección privada.
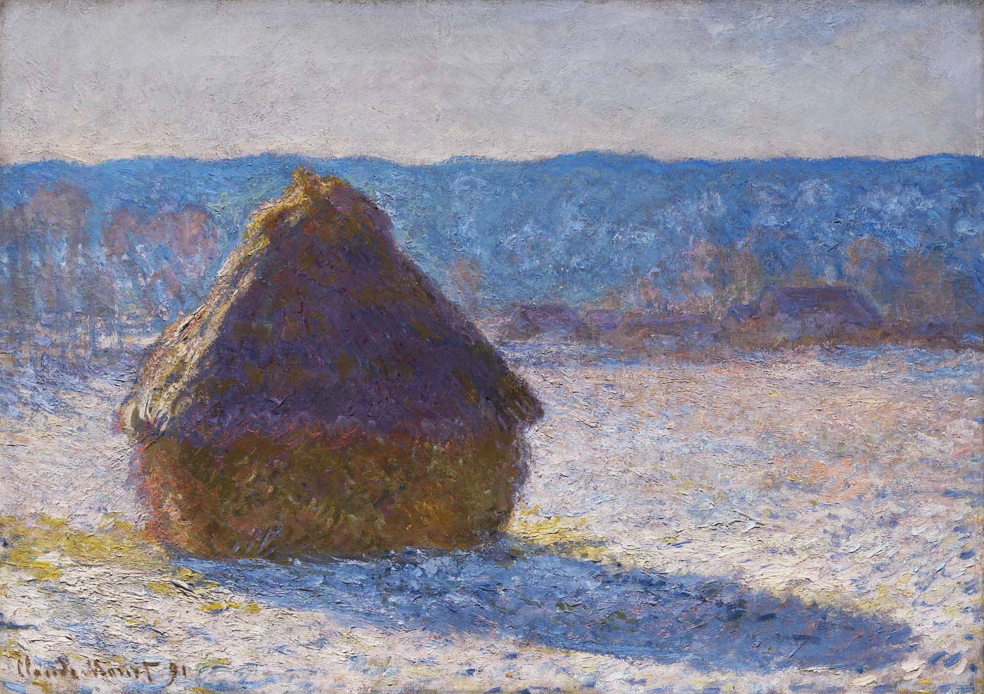
Haystack, Morning Snow Effect (Meule, Effet de Neige, le Matin), 1891. óleo sobre lienzo. Museo de Bellas Artes (Boston).
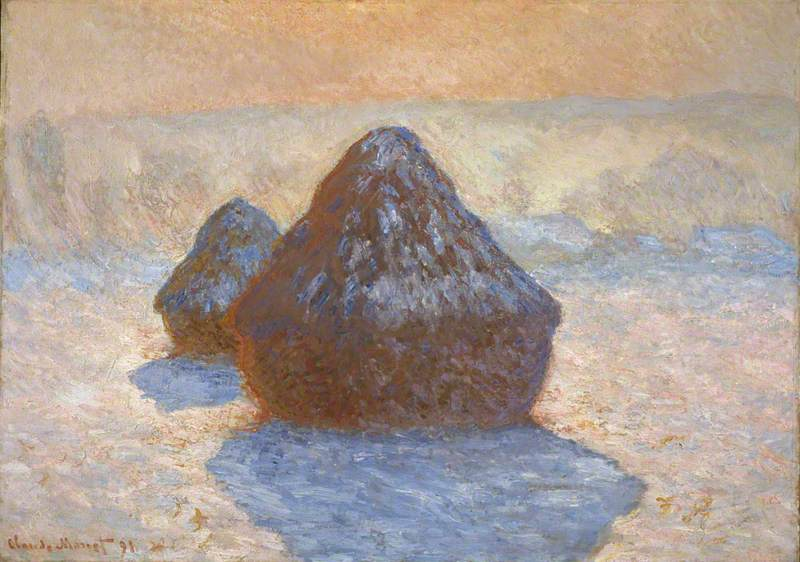
Grainstacks Snow Effect, (Meules, effet de neige), 1891. óleo sobre lienzo. National Gallery de Escocia, Edimburgo, Escocia
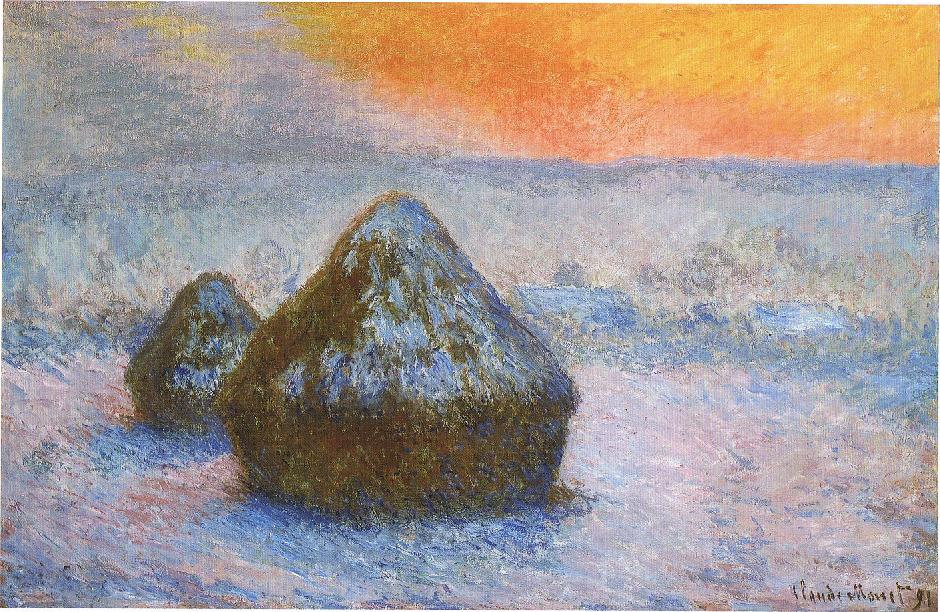
Wheatstacks (Sunset, Snow Effect), 1890-91. óleo sobre lienzo. Instituto de Arte de Chicago.
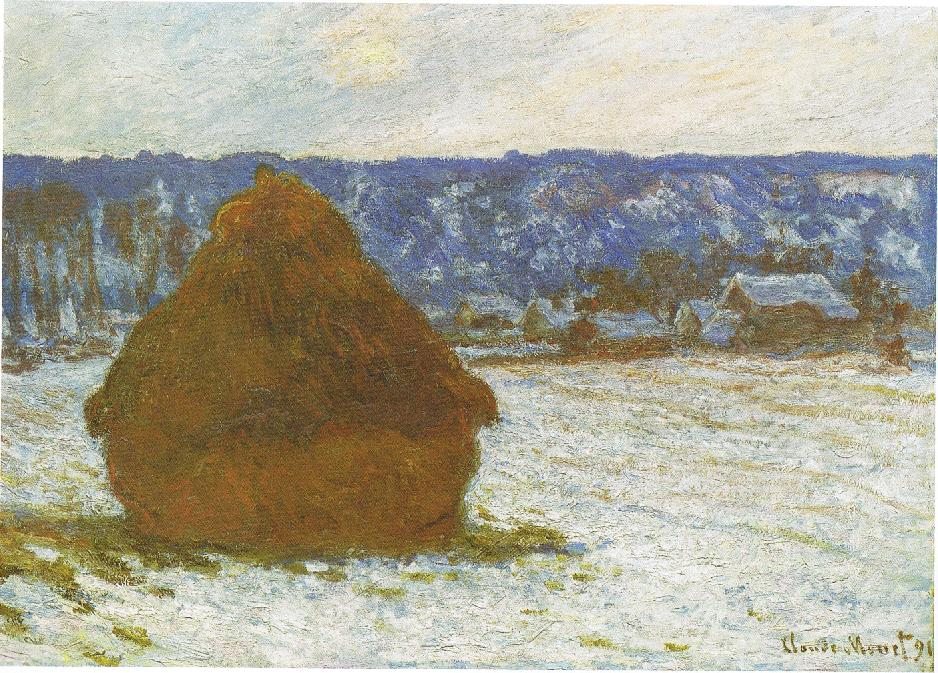
Wheatstack (Snow Effect, Overcast day) (Meule, effet de neige, temps couvert), 1890-91. Óleo sobre lienzo. Instituto de Arte de Chicago.
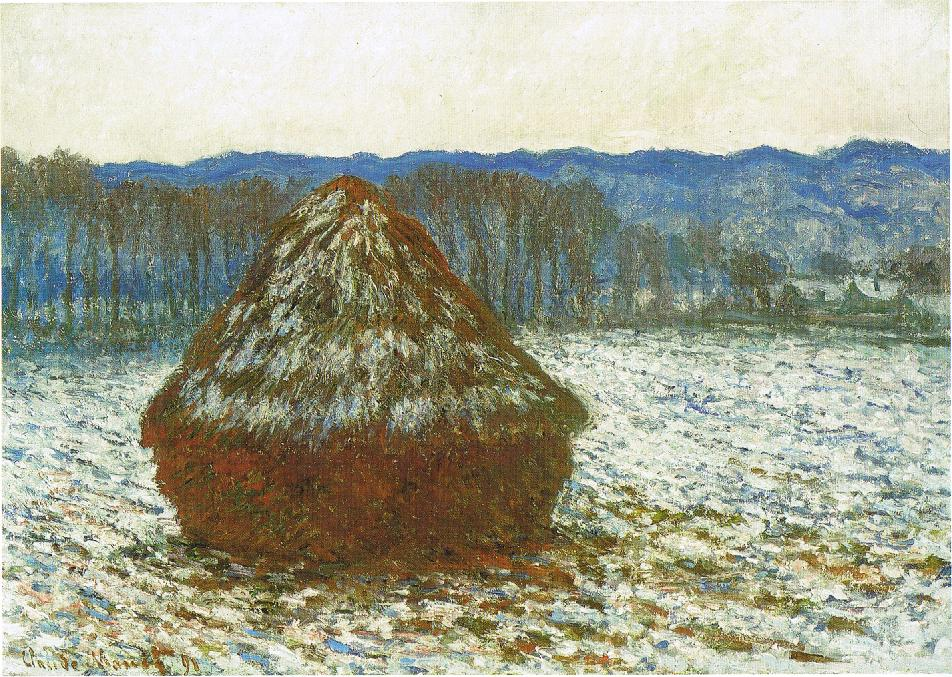
Wheatstack, 1890-91. óleo sobre lienzo. Instituto de Arte de Chicago.
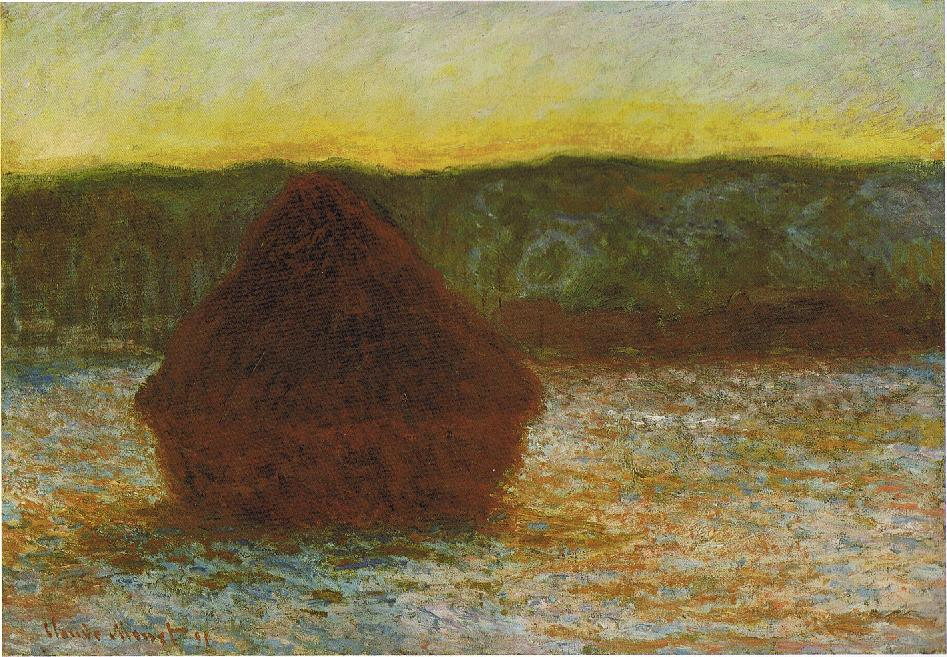
Wheatstack (Thaw, Sunset), 1890-91. óleo sobre lienzo. Instituto de Arte de Chicago.
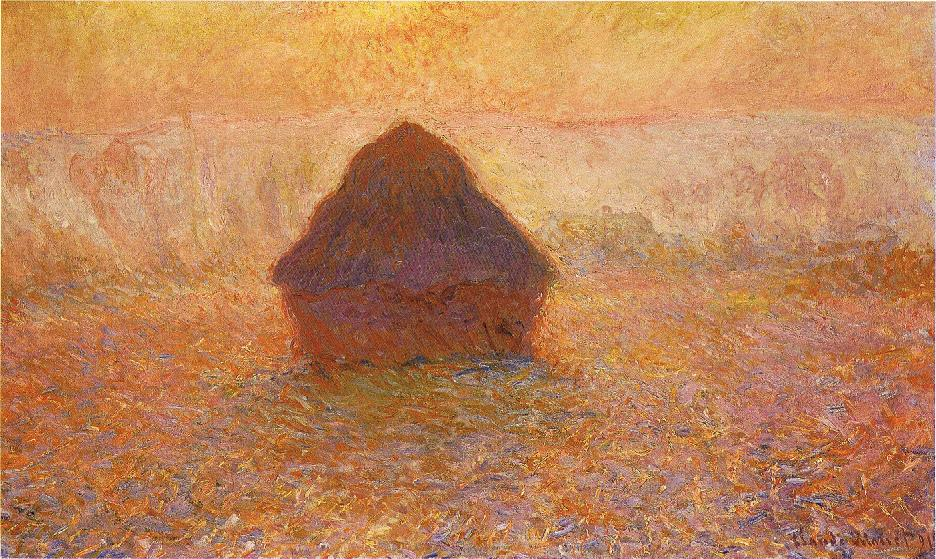
Wheatstack (Sun in the Mist), 1891. óleo sobre lienzo. Instituto de Arte de Minneapolis.
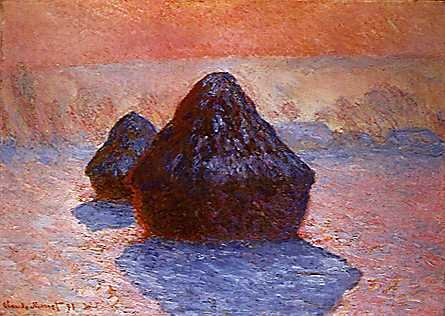
Grainstacks. (Snow effects; sunlight.), 1890-91. Óleo sobre lienzo. National Gallery de Escocia, Edimburgo, Escocia.
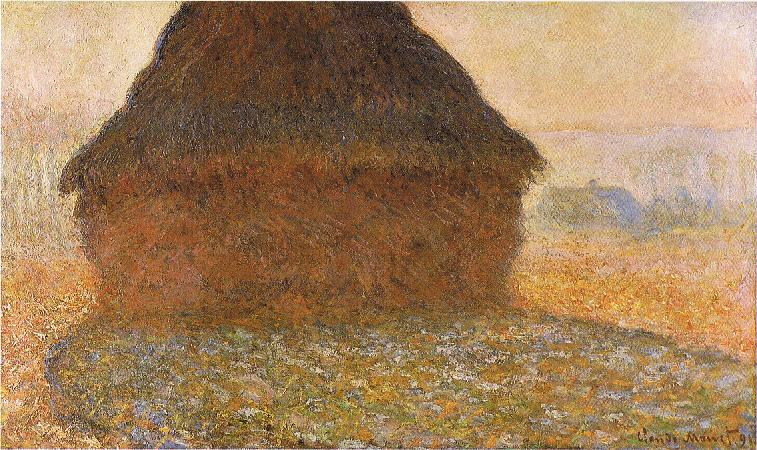
Grainstack in Sunshine, 1891. óleo sobre lienzo. Kunsthaus Zürich.
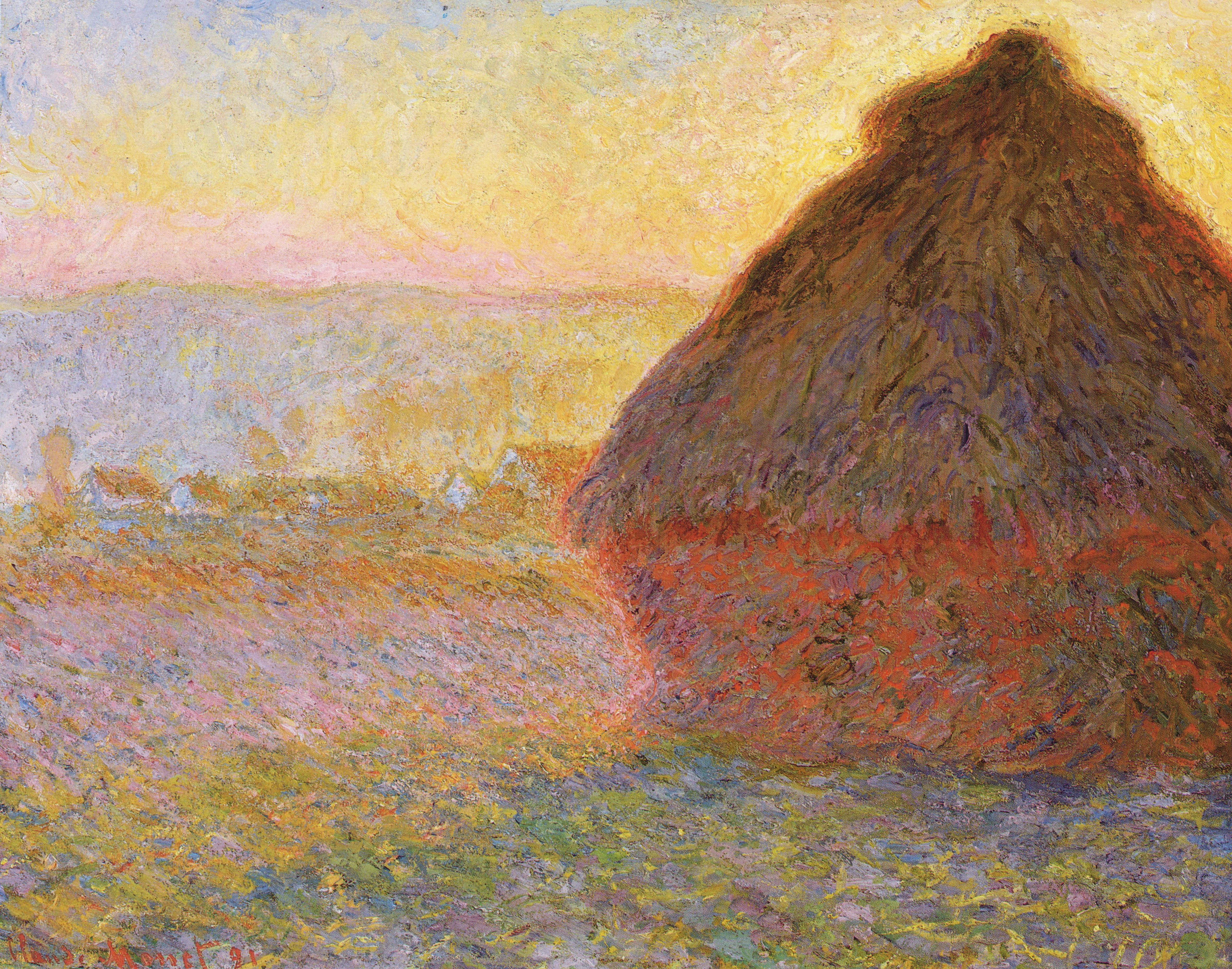
Grainstack. (Sunset.), 1890-91. óleo sobre lienzo. Museo de Bellas Artes (Boston).
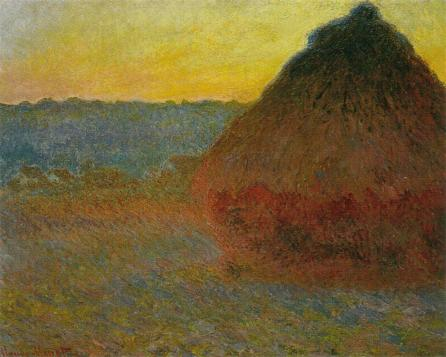
Grainstack in the Sunlight, 1891. óleo sobre lienzo. Colección privada.